# Marcel Gromaire
 (janvier 2012).
Marcel Gromaire (né le 24 juillet 1892 à Noyelles-sur-Sambre et mort le 11 avril 1971 à Paris) est un peintre, graveur, décorateur, illustrateur et cartonnier français.

## Biographie
Né à Noyelles-sur-Sambre dans le département du Nord (près de Maroilles), de père français et de mère flamande, Marcel Gromaire commence sa scolarité à Douai, puis à Paris, où son père enseigne au lycée Buffon, passe son baccalauréat en droit, abandonne vite la carrière juridique et commence en 1910 à fréquenter quelques ateliers de Montparnasse. Il effectue son service militaire à Lille et, mobilisé pendant la Première Guerre mondiale, passera six ans à l'armée. Il est blessé au testicule gauche en 1916 dans la Somme.
De retour à Paris, il installe son atelier au 20, rue Delambre et il assure la critique cinématographique du Crapouillot. Il rencontre Maurice Girardin qui, pendant dix années, lui achètera par contrat l’ensemble de sa production. Il s’installe en 1925 au no 3 Villa Seurat dans le XIVe arrondissement de Paris et poursuit la rédaction de ses notes personnelles qu’il tiendra jusqu’à la fin de sa vie (Peinture 1921-1939 publiées en 1980 chez Denoël). Au no 4 demeure Jean Lurçat, lieu qui sera le laboratoire architectural des « Montparnos » entre les deux guerres. Il expose La Guerre au Salon des indépendants de 1925. Il est professeur à l'ouverture de l'atelier B de l'Académie scandinave.
En 1933 se tient la  rétrospective à la Kunsthalle Basel qui est une consécration. Il reçoit des commandes de l’État en 1937 pour l'exposition internationale de Paris.
Pendant la guerre, de 1939 à 1944, il réside à Aubusson dans la Creuse. Il participe au mouvement du renouveau de la tapisserie aux côtés de Jean Lurçat.
En 1947, il fait sa première exposition chez Louis Carré. Il est nommé en 1950 professeur à l’École nationale supérieure des arts décoratifs qu’il quittera en 1962.
En 1950, il se rend aux États-Unis en tant que membre du jury du prix Carnegie qui sera, cette année-là, décerné à Jacques Villon. Ce même prix lui sera attribué en 1952.
En 1954 Marcel Gromaire installe son atelier au n°47 de la rue Sarrette, à quelques pas de la Villa Seurat. Il y vit et travaille jusqu'à sa mort en 1971.
Comme Rouault ou Dufy, Marcel Gromaire travaille à l’écart des groupes et des courants. Ami d'Henri Matisse et de Fernand Léger dans sa jeunesse, il n’est cependant « l’élève de personne ». Il a créé son propre style, qu’on ne peut confondre avec aucun autre. Un style qui allie un puissant souffle lyrique avec le goût d’une construction géométrisante.[Interprétation personnelle ?]
Il invente un réalisme qui s’affranchit des règles et reflète un peu l’inspiration des primitifs romans ou gothiques. « Il construit ses nus comme des cathédrales et traite les gratte-ciels comme des théorèmes[réf. nécessaire] » a-t-on écrit[Qui ?].[Interprétation personnelle ?] Il est reconnu très tôt par les galeries et les musées : Pierre Matisse l’expose à l’inauguration de sa galerie new-yorkaise en 1931. De 1947 à 1956, il expose à la Galerie Louis Carré à Paris. En 1963 une rétrospective lui est consacré au musée national d’art moderne puis en 1980, au musée d’art moderne de la Ville de Paris. Le docteur Girardin, qui lui achète régulièrement des toiles, lègue sa collection, une centaine d’œuvres, au musée d’art moderne de la Ville de Paris. Gromaire a peint un peu plus de sept cents toiles, avec une moyenne de dix par an.

## Décoration
- Commandeur de la Légion d'honneur (1954)

## Distinctions
- 1956 : prix Guggenheim national
- 1958 : grand prix national des arts

## Hommages
Des communes françaises ont donné son nom à une de leurs voies :
- Barentin ;
- rue Marcel-Gromaire, dans le 11e arrondissement de Paris ;
- Troyes.

## Citation
- Jacques Villon : « Gromaire : un chêne qui semble, dès le début, avoir su qu'il était un chêne. »[réf. nécessaire]

## Œuvres

### Huile sur toile
Marcel Gromaire a peint environ sept cents toiles. Soixante dix huit, provenant de la collection du docteur Girardin, ainsi qu’un ensemble important de dessins et aquarelles, sont aujourd'hui conservées au musée d'art moderne de la ville de Paris. L'ensemble des huiles de Marcel Gromaire est reproduit dans le Catalogue raisonné des peintures Marcel Gromaire, La vie et l'œuvre de François Gromaire et Françoise Chibret-Plaussu, édité à La Bibliothèque des Arts, Paris, 1993.

### Aquarelle
Les aquarelles de Gromaire, relativement peu nombreuses (produites, comme les huiles, au rythme d'environ une dizaine par an), sont aussi construites, lyriques et « murales » (selon l'expression qu'affectionnait l'artiste) que les huiles sur toiles. Sur le support toujours visible d'un dessin à l'encre de Chine, Gromaire pose la couleur avec une technique très personnelle, jouant des transparences, des rythmes, des superpositions, de façon à faire vibrer intensément les tons.

### Dessin
Gromaire a laissé une centaine de carnets de toutes tailles où se côtoient de simples croquis au trait et des dessins plus poussés, dont quelques-uns deviennent autant de petits tableaux en noir et blanc.

### L'œuvre gravé
L'ensemble de l'œuvre gravé est reproduit dans les tomes I et II de L'œuvre gravé de Marcel Gromaire de François Gromaire, La Bibliothèque des arts, Lausanne-Paris, 1976. François Gromaire, fils du peintre, a cédé en 1976 à la ville de Gravelines (collection municipale du dessin et de l’estampe originale) une collection complète d’eaux-fortes de son père, soit quelque cent cinquante planches gravées entre 1922 et 1962. Gromaire commença par le bois. Conseillé par Jean Émile Laboureur, il grava ainsi, entre 1918 et 1925, une trentaine de bois de formats variés. La primeur sera donnée cependant à l'eau-forte, à laquelle il accorda bientôt sa préférence (il n'a édité, à très peu d'exemplaires, qu'une seule pointe-sèche). Cette technique lui permettait, mieux que le bois, de parfaire son travail, de le reprendre après morsure ou d'un état à l'autre, de parvenir à cette finition que l'on retrouve dans ses dessins à l'encre de chine. Mises à part quelques planches tirées par son ami Pierre Dubreuil sur sa presse personnelle, la plupart des eaux-fortes de Gromaire ont été imprimées par Paul Haasen et son fils Raymond. Sur quelque deux cent vingt planches gravées sur métal, cent cinquante ont été réalisées entre les deux guerres.[réf. nécessaire]

### Ouvrage illustré
- L’Homme Troupe Suite de 10 bois dessinés et gravés par Marcel Gromaire. Tirage 25 Japon, 300 vélin d’Arches, 26 exemplaires de chapelle. À la belle Édition, Paris 1918.
- Ruptures  par Noël Bureau. Gravures sur bois de Marcel Gromaire. Tirage 5 Hollande, 20 Hollande, 100 vergé alfa, 600 vélin bouffant. Éditions Rythme et Synthèse, Paris 1925.
- Portrait de la France  par René Jouglet, Lille. Frontispice de Gromaire. Tirage 50 Japon, 100 Hollande, 1500 vélin Lafuma. Éditions Emile-Paul Frères, Paris 1926.
- Vers un monde volage  par Henri Hertz. Illustré de 10 eaux-fortes originales hors-texte par Marcel Gromaire. Tirage un exemplaire avec les dessins, 25 Japon, 225 vélin d’Arches, 20 hors-commerce. Éditions Marcel Seheur, Paris 1926.
- Petits poèmes en prose  par Charles Baudelaire. Avec 10 eaux-fortes gravées par Marcel Gromaire. Tirage 35 Hollande, 300 vélin d’Arches, 25 hors-commerce. Éditions des Quatre-Chemins, Paris 1926.* Marché aux puces  par Noël Bureau. Poèmes en prose accompagnés de 6 eaux-fortes  originales de Gromaire, Goerg, Makowski, Dubreuil, Ralli, Per Krohg. Tirage 200 vélin d’Arches. Éditions Marcel Seheur, Paris 1930.
- Memento des vivants  par Pierre Emmanuel. Eau-forte de Gromaire. Tirage 17 vélin d’Arches, 200 vélin de Lana. Éditions du Seuil, Paris 1944.
- Macbeth  Shakespeare. Illustré de 20 eaux-fortes originales par Marcel Gromaire. Tirage à 180 exemplaires dont 60 de tête avec une suite supplémentaire sur Montval. Tériade, Paris 1958.
- Le nouveau spectateur  Marcel Gromaire a collaboré de 1919 à 1921 à l’illustration de cette revue.

### Tapisserie
Paris, Mobilier national
- La Terre, 1938, 360 x 505 cm, tissé par l'Atelier de la Manufacture des Gobelins
- Le Printemps (Paris), 1939, 303 x 438 cm, tissé par l'Atelier Robert Four, Aubusson
- L’Été (La Bretagne), 1940, 310 x 440 cm, tissé par l'Atelier Pinton, Aubusson-Felletin
- L’Automne (La Flandre), 1940, 310 x 440 cm, tissé par l'Atelier Suzanne Goubely, Aubusson
- Aubusson, 1940, 260 x 280 cm, tissé par l'Atelier Suzanne Goubely, Aubusson
- L’Hiver (La Grande Montagne), 1940, 296 x 430 cm, tissé par l'Atelier Pinton, Aubusson-Felletin
- Les Oiseaux de Proie, 1941, 180 x 200 cm, tissé par l'Atelier Suzanne Goubely, Aubusson
- Paysage à la Huppe, 1941, 180 x 200 cm, tissé par l'Atelier Suzanne Goubely, Aubusson
- La Mare aux Oiseaux, 1941, 180 x 200 cm, tissé par l'Atelier Suzanne Goubely, Aubusson
- Les Bûcherons de Mormal, 1941, 260 x 300 cm, tissé par l'Atelier Suzanne Goubely, Aubusson
- L’Eau, 1942, 353 x 491 cm, tissé par l'Atelier de la Manufacture des Gobelins

### Panneau décoratif
- Commande d’État pour l’Exposition universelle de 1937 : La Céramique, pour le Pavillon de Sèvres. L’Épargne, pour le Pavillon de la Solidarité nationale. Quatre panneaux pour le Palais de la Découverte.
- Commande d’État pour la Faculté de pharmacie de Paris, 1938
- Commande d’État, L’Abolition de l’esclavage, 1950, pour l’Assemblée de l’Union française, conservé à Roubaix, La Piscine, Musée d'art et d'industrie

## Œuvres dans les collections publiques
- Clermont-Ferrand, musée d'art Roger-Quilliot.
- Paris, musée d'art moderne de la ville de Paris.
- Quimper, musée départemental breton : gravures.
- Roubaix, La Piscine[6].
- Rennes, Musée des Beaux-arts

## Expositions personnelles
- 1921, Paris, galerie La Licorne, exposition de peintures, aquarelles, dessins de Marcel Gromaire, 27 mai au 9 juin.
- 1923, Amsterdam, galerie J-F. Van Deene, expositions de tableaux et dessins de Marcel Gromaire, 4 au 25 janvier.
- 1923, Paris, galerie La Licorne, exposition de peintures de Gromaire, 20 avril au 4 mai.
- 1925, Paris, galerie Pierre, peintures, aquarelles et dessins par Gromaire, 8 au 22 mai.
- 1926, Paris, galerie Barbazanges, Marcel Gromaire, peintures (1919-1926), 15 au 27 février.
- 1929 Paris, galerie Bernheim-Jeune, Gromaire : quarante peintures (1926-1929), 11 au 22 février.
- 1930, New York, galerie Valentine Dudensing.
- 1933, Bâle, Kunsthalle de Bâle, Marcel Gromaire, 25 juin au 23 juillet.
- 1934, Paris, galerie Pierre, Œuvres récentes de Marcel Gromaire, 3 au 18 mai.
- 1936, Paris, galerie de l’Élysée, Gromaire, paysages récents, 15 au 29 mai.
- 1947, Paris, galerie Louis Carré, Gromaire, peintures, 7 février au 2 mars.
- 1949, New York, Louis Carré Gallery, Gromaire Exhibition of Paintings, 5 au 31 décembre.
- 1951, Paris, galerie Louis Carré, New York vu par Gromaire, 19 juin au 21 juillet.
- 1954, Tourcoing, musée municipal, Marcel Gromaire, peintures, aquarelles et tapisseries, mai.
- 1954, Paris, galerie Louis Carré, Gromaire, peintures récentes, 17 juin au 24 juillet.
- 1956, Paris, galerie Louis Carré, Gromaire, Paris, 5 juin au 14 juillet.
- 1956, Besançon, musée des beaux-arts, Gromaire, 7 septembre au 6 octobre.
- 1957 Paris, Maison de la pensée française, Gromaire, soixante-dix peintures, (1923-1957), été.
- 1960, Saint-Denis, musée municipal d’histoire et d’art, Marcel Gromaire, 27 mai au 29 juin.
- 1962, Charleroi, Palais des beaux-arts, Marcel Gromaire, 11 février au 4 mars.
- 1963 Genève, galerie Leandro, Marcel Gromaire, 11 janvier au 2 février.
- 1963, Paris, musée national d’art moderne, Marcel Gromaire, 4 juillet au 17 octobre.
- 1965, Le Havre, nouveau musée des beaux-arts, Hommage à Gromaire, 9 au 31 janvier.1966 Lille, musée des beaux-arts, exposition rétrospective des œuvres de Marcel Gromaire, 26 mars au 30 mai.
- 1966, Londres, The Lefevre Gallery, Recent works by Marcel Gromaire, 5 au 28 mai.
- 1966, Amiens, Maison de la culture, Gromaire, été.
- 1972, Ivry-sur-Seine, salle des fêtes de l’hôtel de ville, Hommage à Gromaire, 22 janvier au 9 février.
- 1972, Honfleur, salles d’exposition du Grenier à sel, Marcel Gromaire (1892-1971), juillet à août.
- 1977, Chicago, R.-S. Johnson International, Homage to Gromaire, mai à juin.
- 1979, Marcq-en-Barœul, Septentrion, Fondation Anne et Albert Prouvost, Gromaire, 9 juin au 30 septembre.
- 1980, musée d’art moderne de la ville de Paris, Marcel Gromaire (1892-1971), 12 juin au 28 septembre.
- 1980-1981, Gravelines, inauguration de la Poudrière restaurée en l’Arsenal de Gravelines, Marcel Gromaire, 25 octobre 1980 au 15 janvier 1981.
- 1981, Luxembourg, musée de l’État, Marcel Gromaire (1892-1971), 6 mars au 5 avril.
- 1984, Paris, galerie de la Présidence, Gromaire, 9 février au 31 mars.
- 1989, Paris, galerie de la Présidence, Marcel Gromaire, dessins, 12 octobre au 30 novembre (édition d’un recueil de dessins).
- 1991, Toulouse, galerie Inard, Gromaire, 30 mai au 22 juin.
- 1991, Niort, hôtel de ville, Marcel Gromaire, œuvre tissée, juillet.
- 1992, Noyelles-sur-Sambre, salle Marcel Gromaire, Retour aux sources, 10 au 25 octobre.
- 1993, Paris, Bibliothèque nationale de France, galerie Colbert, Marcel Gromaire, Carnets 1911-1963, 28 mai au 31 juillet.
- 1993-1994, Paris, galerie de la Présidence, Gromaire, 26 octobre 1993 au 31 janvier 1994.
- 1994, Namur, musée provincial Félicien Rops, Marcel Gromaire, gravures, 22 janvier au 20 mars.
- 1994, Gravelines, Arsenal, musée du dessin et de l’estampe originale, Marcel Gromaire, dessins (1924-1958), Donation François Gromaire, 17 avril au 5 juin.
- 1994, Cateau-Cambrésis, musée Matisse, Donation des dessins de Marcel Gromaire, 9 juillet au 10 octobre.
- 1994, Clermont-Ferrand, musée des beaux-arts, Marcel Gromaire, 4 octobre au 31 décembre.
- 1994-1995, La Louvière, Centre de la gravure et de l’image imprimée de la Communauté Française, Marcel Gromaire, Eugène Leroy, 9 décembre 1994 au 4 janvier
- 1995, Paris, galerie Sagot - Le Garrec, Gromaire, gravures et dessins, 16 mars au 15 avril.
- 1995, Aubusson, musée départemental de la tapisserie, Gromaire, œuvre tissée, 25 juin au 24 septembre.
- 1995-1996, Angers, musée Jean Lurçat, Gromaire, œuvre tissée, 21 octobre 1995 au 14 janvier 1996.
- 1996, Arles, musée Reattu, Marcel Gromaire, dessins des années 1920, 25 juillet au 20 octobre.
- 1996-1997, Marcq-en-Barœul, Fondation Anne et Albert Prouvost, Gromaire, 14 septembre au 5 janvier 1997.
- 2000, Paris, galerie de la Présidence, Pavillon des antiquaires et des beaux-arts, Gromaire, 25 février au 5 mars.
- 2000-2001, Vannes, La Cohue musée de Vannes, Marcel Gromaire, scènes du Nord, 30 septembre 2000 au 2 janvier 2001.
- 2000-2001, Pont-Aven, musée de Pont-Aven, Marcel Gromaire et la Bretagne, 7 octobre 2000 au 1er janvier 2001.
- 2001, Morlaix, musée des Jacobins, Marcel Gromaire et la Bretagne, 13 janvier au 26 mars 2001.
- 2003, Paris, galerie de la Présidence, Marcel Gromaire aquarelles dessins, 4 novembre au 27 décembre 2003.
- 2007, Paris, Pavillon du Carré Baudoin, Marcel Gromaire, un peintre humaniste 1921-1933, 21 juin au 21 juillet 2007.
- 2007, Nice, musée international d’art naif, un dialogue René Rimbert – Marcel Gromaire, 22 juin au 29 octobre 2007.
- 2010-2011, Boulogne-Billancourt, musée des Années Trente, Nus en quête d’idéal : l’érotisme de Marcel Gromaire, 10 novembre 2011 au 20 février 2011.
- 2019-2020, Sète, musée Paul Valéry, "Marcel Gromaire : l'élégance de la force", 14 décembre 2019 au 23 février 2020.
- 2021, Paris, galerie Sagot - Le Garrec, Les nus de Gromaire, estampes et dessins[7], 22 octobre au 27 novembre.

## Élèves
- Jean-Claude Bertrand[réf. nécessaire]
- Georges Briata[réf. nécessaire]
- Pierre Jutand[réf. nécessaire]
- Christian Zeimert[réf. nécessaire]